# (4081) Tippett
(4081) Tippett (1983 RC2) – planetoida z pasa głównego asteroid okrążająca Słońce w ciągu 3,67 lat w średniej odległości 2,38 j.a. Odkryta 14 września 1983 roku.